# Bernd Schäfer (Politiker)
Bernd Schäfer (* 26. Juli 1966 in Kamen) ist ein deutscher Politiker (SPD) und seit 2020 Bürgermeister der Stadt Bergkamen.

## Leben und Wirken
Schäfer wuchs in Oberaden als einer von drei Söhnen selbstständig tätiger Eltern auf. Die Familie betrieb eine Tischlerei, die später von Schäfers Bruder Uwe übernommen wurde. Sein Zwillingsbruder Klaus wurde Bestatter. Bernd Schäfer besuchte in den Jahren 1972 bis 1976 die Jahngemeinschaftsgrundschule und anschließend bis 1982 die Realschule in Oberaden und erlangte 1985 das Abitur am Gymnasium Bergkamen. Anschließend absolvierte er eine dreijährige Ausbildung zum Bankkaufmann bei der Sparkasse Bergkamen-Bönen. Nach einer Fortbildung zum Sparkassenbetriebswirt war er Leiter der Geschäftsstellen Bergkamen-Overberge und Bergkamen-Oberaden. Seit 2017 ist er Teilmarktleiter des Teilmarktes Bergkamen mit den Geschäftsstellen Oberaden und Rünthe.
Schäfer trat der SPD bei. Von 2008 bis 2014 war er Vorsitzender der SPD Bergkamen. Er gehört seit 2004 dem Stadtrat von Bergkamen an und war von 2009 bis 2014 stellvertretender Bürgermeister der Stadt. Nach einer Stichwahl am 27. September 2020 wurde er zum Bürgermeister von Bergkamen gewählt und trat das Amt als Nachfolger von Roland Schäfer am 1. November an.
Schäfer ist verheiratet und wohnte mit seiner Familie zunächst knapp 10 Jahre in Bergkamen-Mitte, bevor sie in Overberge bauten und dort 2002 wohnhaft wurden. Er hat zwei erwachsene Kinder.

## Kontroverse um IGA-Ausstieg
Der 2024 beschlossene Ausstieg Bergkamens aus der Internationalen Gartenausstellung (IGA 2027) und die daraus resultierenden Kosten von 4,75 Millionen Euro lösten eine heftige politische Debatte aus. Im Zentrum der Kritik, die das Projekt als „Millionengrab“ bezeichnete, stand Bürgermeister Bernd Schäfer. Er räumte öffentlich Fehler ein und übernahm die politische Verantwortung für den Verlust.